# Novaculops sciistius
Novaculops sciistius là một loài cá biển thuộc chi Novaculops trong họ Cá bàng chài. Loài này được mô tả lần đầu tiên vào năm 1914.

## Từ nguyên
Từ định danh sciistius bắt nguồn từ tiếng Latinh, tạm dịch là "điểm tối trên cánh buồm", hàm ý đề cập đến hàng chấm đen trên màng gai vây lưng của loài cá này.

## Phạm vi phân bố và môi trường sống
N. sciistius có phạm vi phân bố ở Tây Bắc Thái Bình Dương. Loài này hiện chỉ được tìm thấy tại Nam Nhật Bản và Đài Loan.

## Phân loại
Trước đây, N. sciistius được xem là một danh pháp đồng nghĩa với Novaculops woodi. Tuy nhiên, màu sắc của N. sciistius ánh màu cam và đỏ nhiều hơn so với N. woodi, và số lược mang giữa hai loài cũng có sự chênh lệch, nên N. sciistius chính thức được công nhận là một loài hợp lệ.

## Mô tả
Chiều dài cơ thể tối đa được ghi nhận ở N. sciistius là khoảng 6 cm.

### Trích dẫn
- "Xyrichtys pastellus, a new razorfish from the southwest Pacific, with discussion of the related X. sciistius and X. sciistius" (PDF). aqua, International Journal of Ichthyology. Quyển 14 số 3. 2008. tr. 149–158. {{Chú thích tạp chí}}: Đã bỏ qua tham số không rõ |authors= (trợ giúp)